# Corymorpha vacuola
Corymorpha vacuola is een hydroïdpoliepensoort uit de familie van de Corymorphidae. De wetenschappelijke naam van de soort is voor het eerst geldig gepubliceerd in 2012 door Xu, Huang & Guo.